# Wilfried Martens

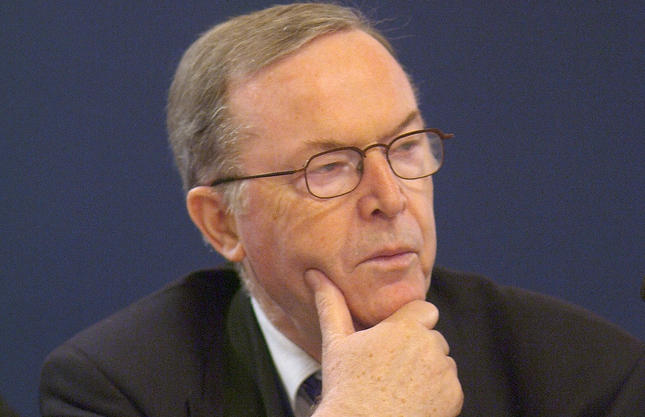
Wilfried Martens (2005)

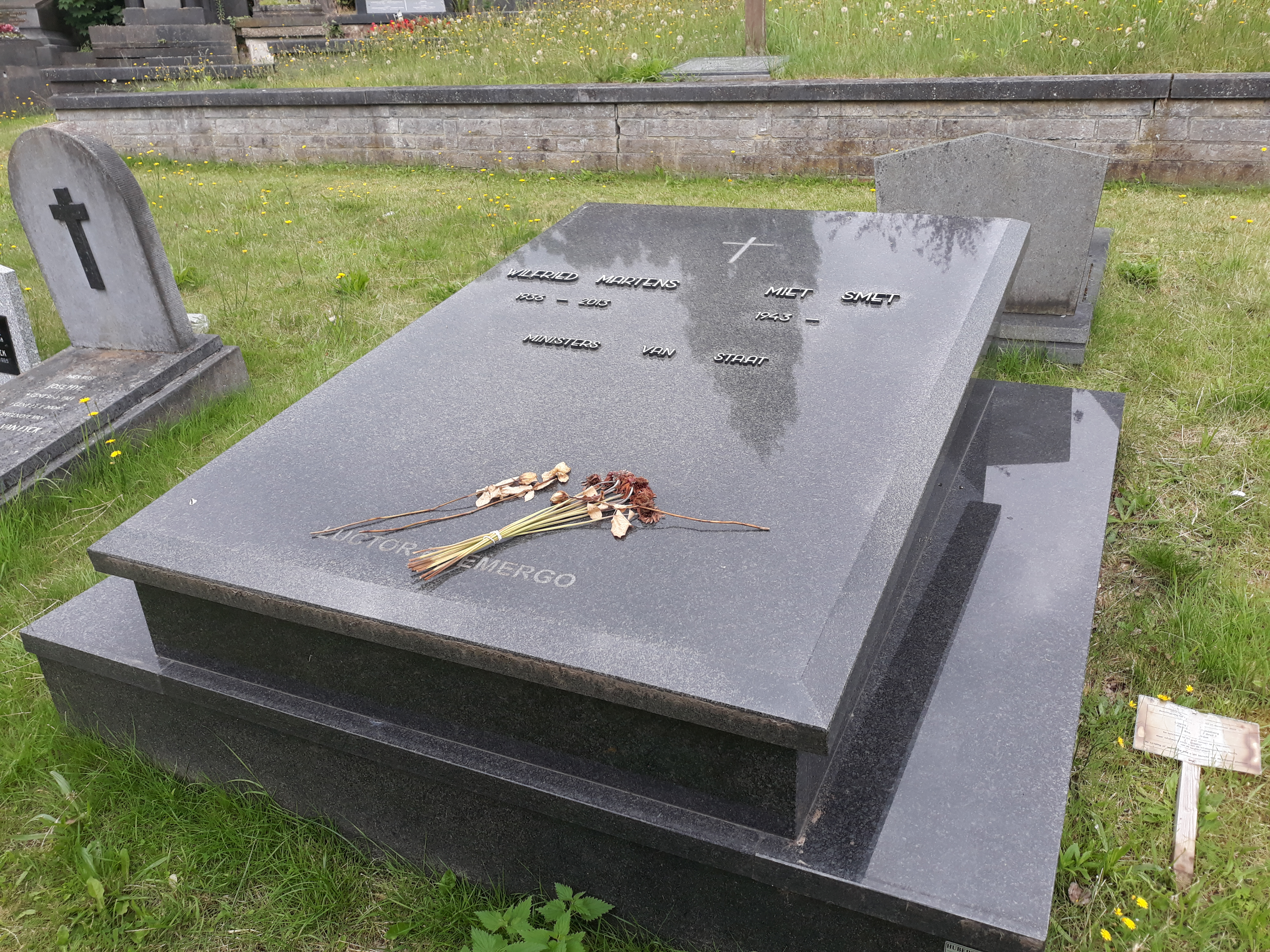
Das Grab von Wilfried Martens auf dem Campo Santo Sint-Amandsberg in Gent

Wilfried Achiel Emma Martens anhörenⓘ (* 19. April 1936 in Sleidinge; † 9. Oktober 2013 in Lokeren) war ein belgischer Politiker (CD&V). Er war 1979–1981 und 1981–1992 Premierminister seines Landes sowie von 1990 bis 2013 Präsident der Europäischen Volkspartei.

## Herkunft, Ausbildung und Beruf
Wilfried Martens wuchs mit vier Geschwistern im ostflandrischen Sleidinge in einfachen Verhältnissen auf. Sein Vater starb 1943 und seine Mutter blieb mit fünf Kindern unter schwierigen Verhältnissen alleine zurück. Dank eines Begabtenstipendiums konnte er ab 1949 am Sint-Vincentiuscollege in Eeklo studieren.
Katrien Van Dyck wies 2006 in einem Porträt von Wilfried Martens darauf hin, dass dieser schon in frühester Jugend davon überzeugt war, dass eine bundesstaatliche Struktur die beste Lösung für Flandern und für Belgien sei. Als Martens seine politischen Vorstellungen in einer Examensrede im Fach Rhetorik am Vincentiuscollege dahingehend formulierte, lobte sein Lehrer ihn für die schön gehaltene Rede, wies aber seine politische Idee des Föderalismus als falsch zurück.
Die ablehnende Haltung seines Rhetoriklehrers in Eeklo deutet an, dass solche Vorstellungen im einheitsstaatlich orientierten Belgien als nahezu umstürzlerisch-revolutionär beäugt wurden. Martens ließ sich jedoch nicht beirren.
Am Sint-Vincentiuscollege in Eeklo kam er mit Leuten aus der Flämischen Bewegung in Kontakt. Martens betonte später, dass bis dahin niemand aus seiner Familie sich je für „flamigante“ Angelegenheiten interessiert oder gar engagiert habe. Weil er von der föderalen Idee überzeugt war, gründete er im College einen sogenannten ABN-kern. ABN ist die Abkürzung für Algemeen Beschaafd Nederlands, die damals gebräuchliche Bezeichnung für die niederländische Standardschriftsprache. Wilfried Martens sah es als eine Grundvoraussetzung für ein eigenständiges Flandern in einem föderalen Staatsgebilde an, dass auf flämischer Seite eine bessere und tiefergehende Kenntnis der niederländischen Sprache vorhanden sein müsse. Aufgrund der starken Französisierung des Unterrichtswesens und der Verwaltung bestanden damals Defizite in dieser Richtung.
1955 ging Wilfried Martens dann nach Löwen, um an der dortigen Katholischen Universität Jura zu studieren. Er engagierte sich dort weiter in der Flämischen Bewegung, so unter anderem für die Akzeptanz der niederländischen Sprache auf der Weltausstellung 1958 in Brüssel.
Wilfried Martens wurde 1960 im Fach Rechtswissenschaften promoviert und erwarb die Notariatslizenz und das Baccalaureat der thomistischen Philosophie an der Katholischen Universität Löwen. Während seines Studiums war er darüber hinaus Vorortspräsident des Katholiek Vlaams Hoogstudenten Verbond.
Ab 1960 arbeitete Martens als Rechtsanwalt am Berufungsgericht von Gent. 1968 nahm er an einem internationalen Seminar an der Harvard University teil.

## Politische Karriere in Belgien
Von 1960 bis 1964 war Martens Vorstandsmitglied bei der von Maurits Coppieters mitbegründeten Flämischen Volksbewegung (VVB). Auf dem VVB-Kongress vom 4. Februar 1962 plädierte Martens öffentlichkeitswirksam für die Schaffung eines föderalen Bundesstaates Belgien. Er war sich jedoch darüber im Klaren, dass zur Verwirklichung seiner Vorstellungen eine breiter getragene gesellschaftliche Gruppierung notwendig sei. Folgerichtig trat Martens deshalb 1965 in die damals noch einheitliche, beide Sprachgruppen umfassende Christlich-Soziale Partei (PSC-CVP) ein.
Im selben Jahr wurde er zum Berater im Kabinett des Premierministers Pierre Harmel und 1966 als Berater ins Kabinett von Premierminister Paul Vanden Boeynants berufen. 1968 wurde er Sonderbeauftragter im Kabinett von Minister Leo Tindemans, der für Gemeinschaftsangelegenheiten zuständig war. Die PSC-CVP spaltete sich zwischen 1968 und 1972 in eine französischeprachige und eine flämische Partei, Martens war anschließend Mitglied der Christelijke Volkspartij (CVP), die sich 2001 in Christen-Democratisch en Vlaams (CD&V) umbenannte. Wilfried Martens war von 1972 bis 1979 Parteivorsitzender der CVP und von 1974 bis 1991 Mitglied der belgischen Abgeordnetenkammer.
Als Nachfolger des wallonischen Christdemokraten Paul Vanden Boeynants wurde Martens im April 1979 Premierminister von Belgien. Bis April 1981 regierte er in vier verschiedenen Kabinetten, die im Schnitt nur 6 Monate hielten. Dies waren meist Koalitionen der beiden christdemokratischen und der beiden sozialistischen Parteien (jeweils flämisch und französischsprachig), in Martens’ dritter Regierung kamen noch die beiden liberalen Parteien hinzu. Im April 1981 wurde Martens von seinem Parteikollegen Mark Eyskens als Premierminister abgelöst.
Dessen Regierung stürzte jedoch wiederum nach wenigen Monaten und nach einer vorgezogenen Parlamentswahl im November 1981, bei der die Liberalen erstarkten, wurde Martens im Dezember desselben Jahres erneut Regierungschef. In den 1980er Jahren litt Belgien unter einer Staats- und Finanzkrise: Das jährliche Staatsdefizit betrug 13 %, die Staatsschulden übertrafen das jährliche Bruttosozialprodukt. Die Regierungen Martens V und VI (1981–1987) aus Christdemokraten und Liberalen bekämpften die Krise, indem sie einen strikten Haushaltsplan durchsetzten, die belgische Währung abwerteten, und die automatische Angleichung von Gehältern an die Inflationsrate aufhoben.
Nach der Parlamentswahl im Dezember 1987, bei der seine Christdemokraten leicht an Stimmen verloren, während die Sozialisten etwas hinzugewonnen, bildete Martens wieder eine Koalition mit diesen sowie mit der flämisch-nationalistischen Volksunie. Zusammen mit seinem Parteikollegen Jean-Luc Dehaene und Hugo Schiltz von der Volksunie war Martens treibende Kraft bei den Reformen von 1988 und 1989, die zum Ziel hatten, den belgischen Staat in einen Bundesstaat umzubauen und Kompetenzen von der Zentrale in die drei Regionen sowie in die Gemeinden zu verlagern. 1990 verweigerte er, sich auf sein Gewissen berufend, ein Gesetz zu unterzeichnen, das Abtreibungen erleichtert hätte.
Dreieinhalb Monate nach den Parlamentswahlen vom 24. November 1991, bei denen sowohl die regierenden Christdemokraten als auch die Sozialisten Verluste erlitten hatten, erklärte Martens seinen Rücktritt als Premierminister. Am 7. März 1992 löste ihn Jean-Luc Dehaene als Regierungschef ab. Von 1991 bis 1994 gehörte Martens dem belgischen Senat an.

## Europapolitik
Als Vorsitzender der belgischen CVP wirkte Martens 1976 an der Gründung der Europäischen Volkspartei (EVP), dem Zusammenschluss christdemokratischer Parteien in der Europäischen Gemeinschaft, mit. Er war von 1976 bis 1977 Vorsitzender der Programm-Kommission der EVP.
Als Nachfolger von Jacques Santer war Martens ab dem 10. Mai 1990 Präsident (Vorsitzende) der EVP. Unter seiner Führung öffnete sich die EVP auch für konservative und andere Mitte-rechts-Parteien, die nicht zur klassischen christdemokratischen Parteifamilie gehörten. So wurden z. B. die spanische Partido Popular (1991), die Konservative Volkspartei Dänemarks (1993), die schwedischen Moderaten (1995), Silvio Berlusconis Partei Forza Italia (1999) und das gaullistische Rassemblement pour la République (RPR; 2001) in die EVP aufgenommen, welche dadurch zur größten Partei auf europäischer Ebene wuchs. Von 1993 bis 1996 war Martens zusätzlich Präsident der Europäischen Union Christlicher Demokraten (EUCD), die damals noch neben der EVP bestand, aber 1998 mit dieser fusionierte. Am 4. April 2013 bat Martens, schwer erkrankt, Joseph Daul darum, an seiner Stelle den Vorsitz der EVP zu übernehmen.
1994 wurde Martens Mitglied des Europäischen Parlaments und Vorsitzender der EVP-Fraktion. Aus parteipolitischen Gründen verzichtete Martens 1999 auf eine erneute Kandidatur zum Europäischen Parlament.
Von 2000 bis 2001 war Wilfried Martens Präsident der Christlich Demokratische Internationale (CDI), des Weltverbands christdemokratischer und Zentrumsparteien.
Er war seit der Gründung 2007 bis zu seinem Tod Präsident des Centre for European Studies – parteinahe Stiftung der EVP. 2014 wurde diese ihm zu Ehren in Wilfried Martens Centre for European Studies umbenannt.

## Familie
Martens war dreimal verheiratet. Mit seiner ersten Frau Lieve Verschroeven (1937–2013) lebte er 30 Jahre zusammen und hatte mit ihr zwei Kinder. Nach der Trennung heiratete er 1998 Ilse Schouteden, die 1997 bereits Zwillinge von ihm zur Welt gebracht hatte. 2007 trennten die beiden sich ebenfalls und Martens heiratete ein Jahr später Miet Smet, eine CD&V-Politikerin und frühere Kollegin.

## Auszeichnungen
- 1979: Großkreuz des Falkenordens
- 1980: Großkreuz des Ordens de Isabel la Católica
- 1986: Großkreuz des Verdienstordens der Italienischen Republik
- 1987: Großkreuz des Ordens des Infanten Dom Henrique
- 1998: Europapreis Karl V. der Europäischen Akademie von Yuste in Spanien
- 2000: Großkreuz des Ordens Leopolds II.
- 2010: Großer Leopold-Kunschak-Preis
- Orden verschiedener europäischer, afrikanischer und zentralamerikanischer Staaten
- Ein 2016 fertiggestelltes, zum Europäischen Parlament gehörendes Gebäude in Brüssel (Rue Belliard 80) wurde nach Wilfried Martens benannt.